# 西方城 (下野国)

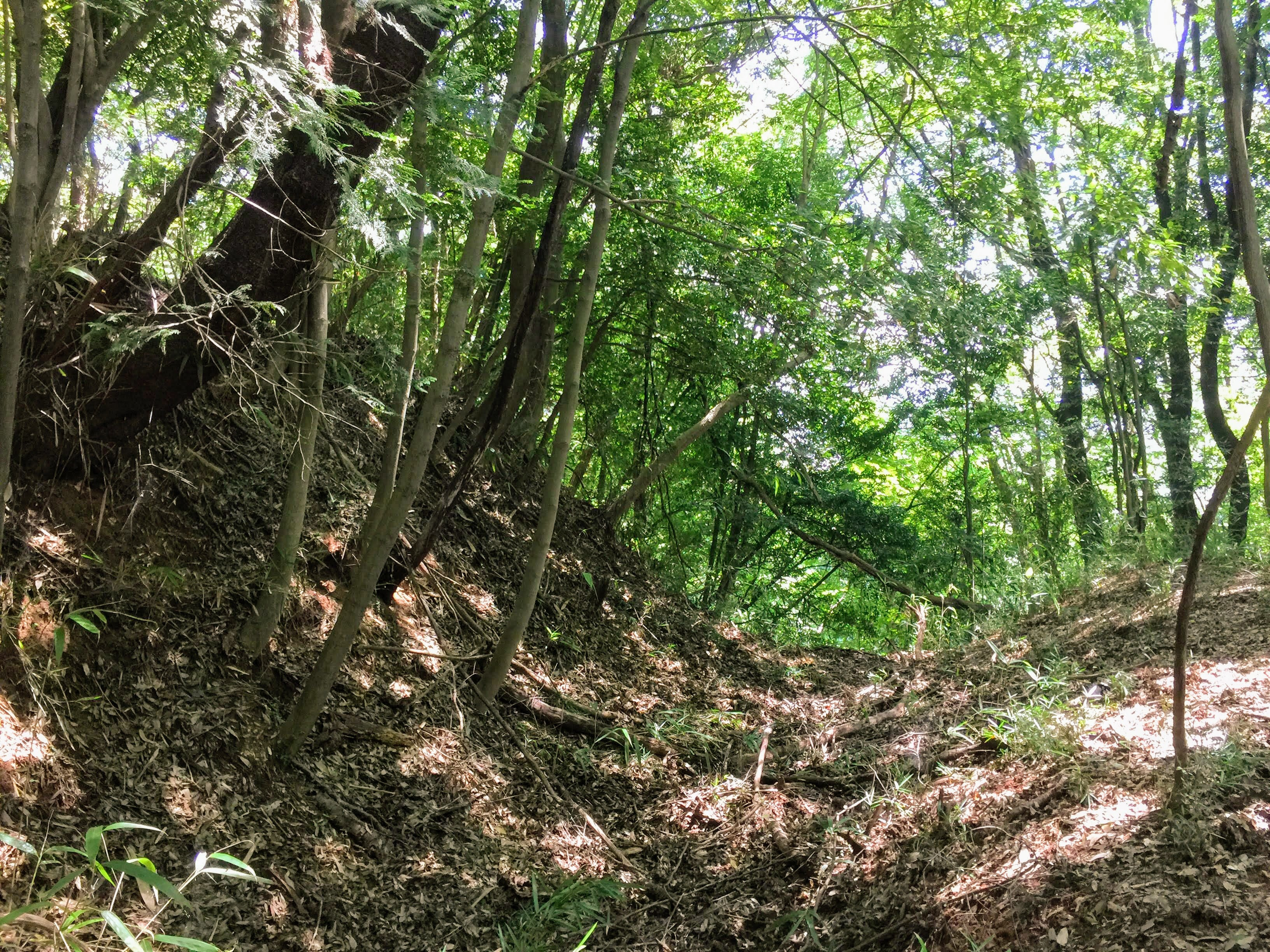
西方城址

西方城（にしかたじょう）は、栃木県栃木市西方町本城（下野国都賀郡）にあった日本の城。国の史跡に指定されている。

## 沿革
足尾山地の東端にある城山（標高221.3ｍ）の山頂から東麓にかけて築かれ、南北に8つの郭を設けてそれぞれを土塁や堀切、土橋をもって区切っている。
伝承では、永仁元年（1293年）に宇都宮泰宗の子・景泰によって築かれ、景泰はこの地の地名より西方氏を称したという。
西方綱吉の時代に豊臣秀吉の小田原征伐があり、これに従わなかった綱吉は西方領を没収され、宇都宮国綱の家臣として都賀郡赤坂（現在の市貝町）に移封されることで家名を保った。
西方領は結城秀康に与えられたが、関ヶ原の戦い後に結城氏は越前国に移封され、その後藤田信吉に西方の地を与えられる（西方藩）。信吉は西方城の南東側の標高150ｍ付近に「二条城」と俗称される新城を築いたとされるが、後に改易された。